# 平岸高台公園
平岸高台公園（ひらぎしたかだいこうえん）は、北海道札幌市豊平区平岸4条13丁目にある公園である。

## 概要
平岸段丘とも呼ばれる高台に所在し、あずまや付きの展望台からは手稲山までを一望することができる。
園内には設立の元となった「'74はたちのつどい」の記念碑がある。砂場に飾られたラクダやゾウの彫刻は、子供たちからの人気が高い。
広い芝生広場には傾斜がかかっており、冬季にはそり遊びやスキー練習の場として活用される。

## 北海道テレビ放送との関係
公園横には、2018年（平成30年）9月まで使用されていた北海道テレビ放送（HTB）の旧本社ビルがあった。
そのため、当公園は、同局のテレビ番組の収録や、同局主催イベントの開催などでたびたび使用されていた。特に、同局の深夜番組『水曜どうでしょう』の聖地として知られているが、これは同番組本編の前後に放送される前枠・後枠の撮影に使用されたためで、多いときは年間5万人以上の同番組のファンが訪れていた。
また、『水曜どうでしょう』以外の使用例を以下に挙げる。
- 『西部警察 PART-II』（HTBのキー局・テレビ朝日制作/北海道ロケ時はHTB制作協力）の北海道ロケのイベントで使用され、その様子が、第26話「－北都の叫び－ カムバック・サーモン」（1982年12月12日）で放送された。劇中では、当時札幌市内で盛んだったカムバックサーモン運動[3]関連のイベントが開催されて人が集まっている設定になっている。ロケには、石原裕次郎や渡哲也らが参加した。
- 『水曜どうでしょう』に出演している鈴井貴之の初監督作品で、HTBが共同製作した映画『man-hole』では、ロケ地のひとつとして登場している。
- サッカー日本代表試合中継の際、HTBアナウンサーの谷口直樹が出演するHTB独自制作CMの撮影に使用された。
- HTBの『いばらのもり』では、「ダンスチーム」などのロケで使用された。

2021年（令和3年）4月にHTBと札幌市が協議し、HTBが公園の園名碑を寄贈することになった。前面には同局マスコットキャラクターのonちゃんと、豊平区のシンボルであるリンゴのシルエット、『水曜どうでしょう』ディレクターの嬉野雅道が揮毫した園名が彫刻され、背面には、HTB旧本社があったことや、『水曜どうでしょう』のロケ地であったことが記された文書が刻まれている。

## ギャラリー

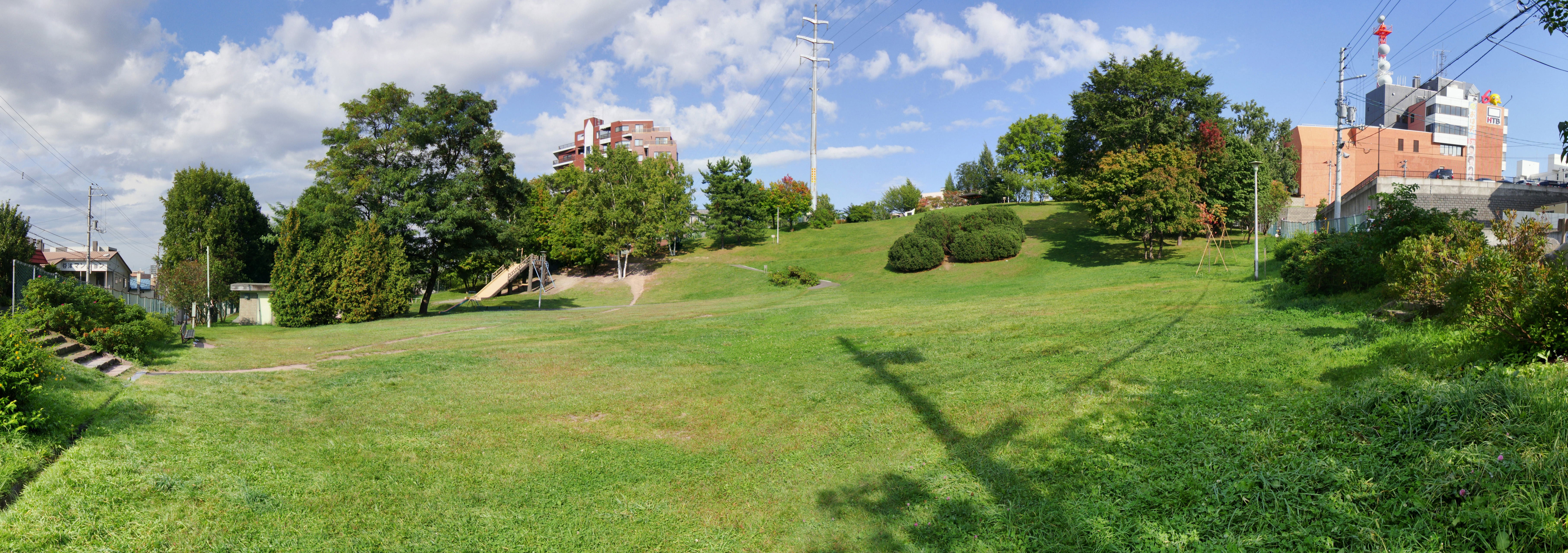
傾斜の前より。『水曜どうでしょう』の前枠・後枠ではこの画角で撮ることが多かった（合成）
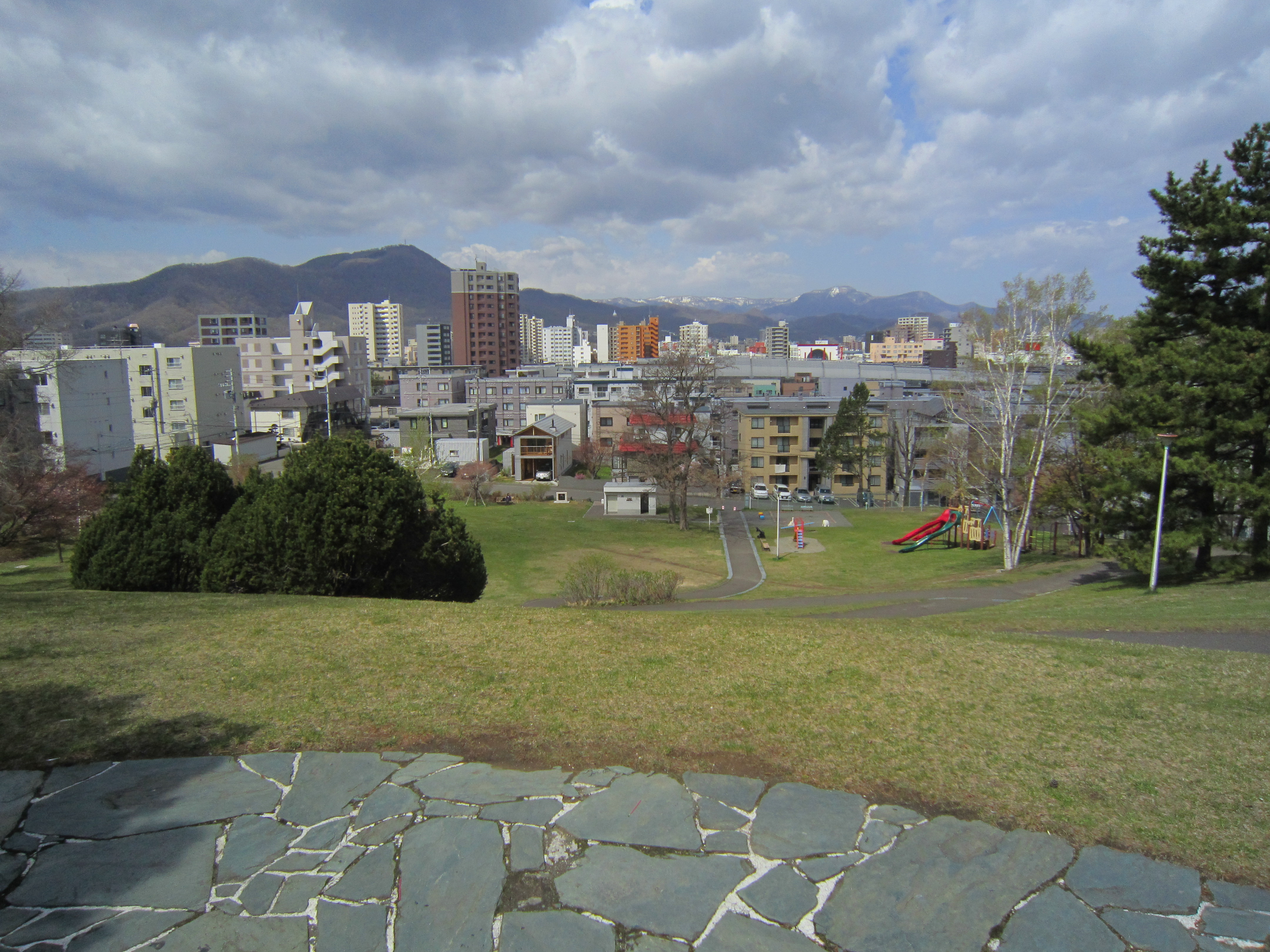
あずまやより西を望む
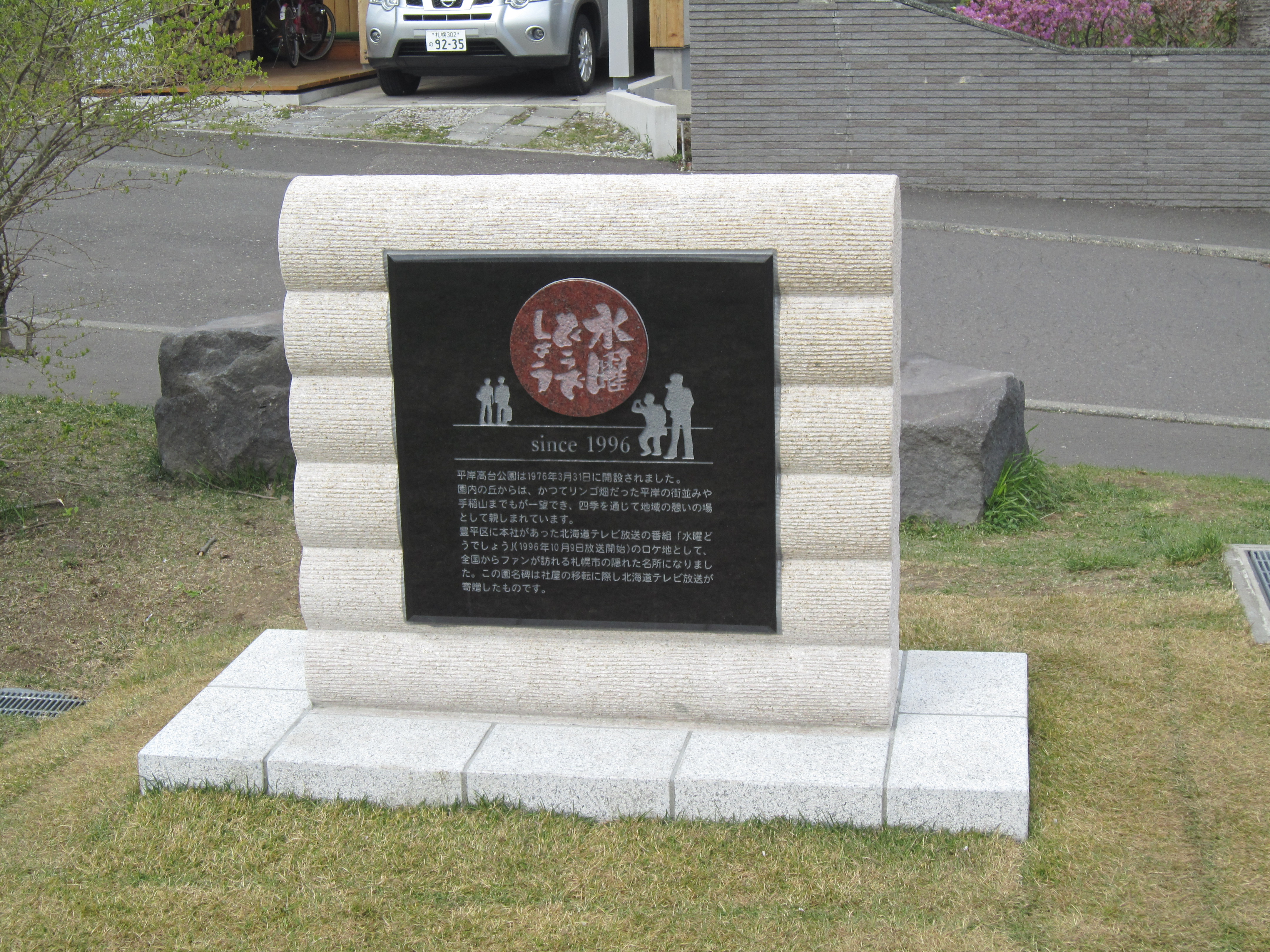
園名碑 背面